# Fohnsdorfer Bahn
| Streckennummer (ÖBB): | 45601                |                                                |                                                |
| Streckennummer: | 7561 („Strecke 56“)  |                                                |                                                |
| Streckenlänge: | 13,468 km            |                                                |                                                |
| Spurweite: | 1435 mm (Normalspur) |                                                |                                                |
| Streckenklasse: | D4                   |                                                |                                                |
| Maximale Neigung: | 26,4 ‰               |                                                |                                                |
| Minimaler Radius: | 190,7 m              |                                                |                                                |
| Streckengeschwindigkeit: | 60 km/h              |                                                |                                                |
| |                      |                                                |                                                |
| \| \| \| Rudolfsbahn von St. Michael \| \| \| \| 0,000 \| Zeltweg \| Zeltweg \| \| \| \| Rudolfsbahn nach Tarvisio \| \| \| \| 0,910 \| Anschlussbahn (Awanst) Wasserberg \| Anschlussbahn (Awanst) Wasserberg \| \| \| 1,092 \| EK Hauptstraße \| EK Hauptstraße \| \| \| 1,727 \| Anschlussbahn (Awanst) Mayer \| Anschlussbahn (Awanst) Mayer \| \| \| 1,790 \| Anschlussbahn (Awanst) Penz \| Anschlussbahn (Awanst) Penz \| \| \| \| 518 Murtal Begleitstraße \| \| \| \| 2,389 \| Anschlussbahn (Awanst) Danicek \| Anschlussbahn (Awanst) Danicek \| \| \| 2,400 \| Murtal Schnellstraße \| Murtal Schnellstraße \| \| \| 5,715 \| Fohnsdorf Lst (aufgelassen) \| Fohnsdorf Lst (aufgelassen) \| \| \| 5,779 \| EK Grazerstraße \| EK Grazerstraße \| \| \| 5,792 0,000 \| Abzw. Strecke Fohnsdorf – Pöls \| Abzw. Strecke Fohnsdorf – Pöls \| \| \| 5,938 \| Fohnsdorf Streckenende \| Fohnsdorf Streckenende \| \| \| 0,538 \| Anschlussbahn (Awanst) High Tech Plastics GmbH \| Anschlussbahn (Awanst) High Tech Plastics GmbH \| \| \| 0,971 \| Anschlussbahn (Awanst) Landforst \| Anschlussbahn (Awanst) Landforst \| \| \| 1,995 \| EK Wasendorferstraße \| EK Wasendorferstraße \| \| \| 8,500 \| Antonischacht \| Antonischacht \| \| \| 4,938 \| Allerheiligenbrücke (58 m) \| Allerheiligenbrücke (58 m) \| \| \| 6,743 \| Pölsbachbrücke (112 m) \| Pölsbachbrücke (112 m) \| \| \| 7,259 \| Pöls \| Pöls \| \| \| 7,676 \| Pöls Streckenende \| Pöls Streckenende \| \| \| \| AB Pölser Zellulosewerk \| \| |                      |                                                |                                                |
| Strecke |                      | Rudolfsbahn von St. Michael                    | Rudolfsbahn von St. Michael                    |
| Bahnhof | 0,000                | Zeltweg                                        | Zeltweg                                        |
| Abzweig geradeaus und nach links |                      | Rudolfsbahn nach Tarvisio                      | Rudolfsbahn nach Tarvisio                      |
| Abzweig geradeaus und von rechts | 0,910                | Anschlussbahn (Awanst) Wasserberg              | Anschlussbahn (Awanst) Wasserberg              |
| Bahnübergang | 1,092                | EK Hauptstraße                                 | EK Hauptstraße                                 |
| Abzweig geradeaus und nach links | 1,727                | Anschlussbahn (Awanst) Mayer                   | Anschlussbahn (Awanst) Mayer                   |
| Abzweig geradeaus und ehemals von rechts | 1,790                | Anschlussbahn (Awanst) Penz                    | Anschlussbahn (Awanst) Penz                    |
| Strecke mit Straßenbrücke |                      | 518 Murtal Begleitstraße                       | 518 Murtal Begleitstraße                       |
| Abzweig geradeaus und ehemals von rechts | 2,389                | Anschlussbahn (Awanst) Danicek                 | Anschlussbahn (Awanst) Danicek                 |
| | 2,400                | Murtal Schnellstraße                           | Murtal Schnellstraße                           |
| ehemaliger Dienststation / Betriebs- oder Güterbahnhof | 5,715                | Fohnsdorf Lst (aufgelassen)                    | Fohnsdorf Lst (aufgelassen)                    |
| Bahnübergang | 5,779                | EK Grazerstraße                                | EK Grazerstraße                                |
| Verschwenkung von links · Verschwenkung von rechts | 5,792 0,000          | Abzw. Strecke Fohnsdorf – Pöls                 | Abzw. Strecke Fohnsdorf – Pöls                 |
| Betriebsstelle Strecke ab hier außer Betrieb · Strecke | 5,938                | Fohnsdorf Streckenende                         | Fohnsdorf Streckenende                         |
| Strecke (außer Betrieb) · Abzweig geradeaus und ehemals von links | 0,538                | Anschlussbahn (Awanst) High Tech Plastics GmbH | Anschlussbahn (Awanst) High Tech Plastics GmbH |
| Strecke (außer Betrieb) · Abzweig geradeaus und ehemals von links | 0,971                | Anschlussbahn (Awanst) Landforst               | Anschlussbahn (Awanst) Landforst               |
| Strecke (außer Betrieb) · Bahnübergang | 1,995                | EK Wasendorferstraße                           | EK Wasendorferstraße                           |
| Kopfbahnhof Streckenende (Strecke außer Betrieb) · Strecke | 8,500                | Antonischacht                                  | Antonischacht                                  |
| Brücke über Wasserlauf | 4,938                | Allerheiligenbrücke (58 m)                     | Allerheiligenbrücke (58 m)                     |
| Brücke über Wasserlauf | 6,743                | Pölsbachbrücke (112 m)                         | Pölsbachbrücke (112 m)                         |
| Blockstelle | 7,259                | Pöls                                           | Pöls                                           |
| Blockstelle | 7,676                | Pöls Streckenende                              | Pöls Streckenende                              |
| |                      | AB Pölser Zellulosewerk                        |                                                |

Die 1870 eröffnete Fohnsdorfer Bahn ist eine normalspurige Eisenbahnstrecke in Österreich von Zeltweg nach Fohnsdorf mit einer Länge von rund 5,9 Kilometern, die Verlängerung bis zur Anschlussbahn Pölser Zellulosewerk ist zusätzlich 7,7 Kilometer lang.

## Geschichte
Errichtet wurde die Fohnsdorfer Bahn von der Steierischen Eisenindustrie-Gesellschaft. Die Betriebsführung übernahm zunächst die Kronprinz Rudolf-Bahn, ab 1884 betrieb der Staat die Bahnlinie. 1872 wurde die Verlängerung Fohnsdorf–Antonischacht dem Verkehr übergeben.
1893 wurde zwischen Zeltweg und Antonischacht der Personenverkehr aufgenommen, zwischen Fohnsdorf und Antonischacht jedoch 1901 wieder aufgelassen. Der Streckenteil Fohnsdorf – Pöls zur Anschlussbahn Pölser Zellulosewerk der Papierfabrik Zellstoff Pöls AG wurde 1984 eröffnet.
Am 1. Juni 1991 wurde der Personenverkehr zwischen Zeltweg und Fohnsdorf eingestellt, damit ist die mit ihrer Pölser Verlängerung 14 Kilometer lange Fohnsdorfer Bahn heute eine reine Güterlinie.

## Geplante Elektrifizierungen
Bis Ende 2026 soll die Strecke elektrifiziert werden.

## Streckenverlauf

### Strecke Zeltweg – Fohnsdorf
Die Bahn schwenkt nach Verlassen des Bahnhofs Zeltweg am Flugplatz Hinterstoisser vorbei in nordwestlicher Richtung, verläuft dann ohne Krümmungen bis zur Landstraße Fohnsdorf–Rattenberg, führt dann in einigem Abstand zu dieser etwa in westliche Richtung und erreicht Fohnsdorf. Die Strecke weist keine nennenswerten Kunstbauten (Brücken, Tunnels und ähnliche Bauwerke) oder Zwischenstationen auf.

### Strecke Fohnsdorf – Pöls
Die 7,676 Kilometer lange Strecke zum Zellstoffwerk in Pöls zweigt vom ehemaligen Gleis 5 des Bahnhofs Fohnsdorf bei Kilometer 5,791 der Strecke Zeltweg – Fohnsdorf in Richtung Süden ab. Sie führt in einem Linksbogen an den ehemaligen Betriebsanlagen der Firma Eumig vorbei, wendet sich dann nach rechts und verläuft dann in westlicher Richtung. Die leichte Verschwenkung vor der Wasendorfer Straße ist auf das Ausweichen eines Brunnens der örtlichen Wasserversorgung zurückzuführen. In diesem Bereich wurde außerdem, aufgrund des Wasserschutzgebietes, auf einer Länge von 900 Metern der Bahnkörper auf einem öl- und säurebeständige Folie gebettet die zwischen zwei Vliesschichten gelagert ist. Im weiteren Streckenverlauf werden sowohl der Allerheiligengraben, der Pölsbach und der Werkskanal der Steweag überquert. Im Streckenkilometer 7,259 befindet sich die 5-gleisige Betriebsstelle Pöls. Die Strecke endet schließlich bei der Ausfahrweiche von Pöls im Kilometer 7,676. Ebendort schließt die Anschlussbahn Pölser Zellulosewerk an. Für den umfangreichen Verschub stehen zwei werkseigene Diesellokomotiven zur Verfügung.